# Benjamin Ferré
Pour les articles homonymes, voir Ferré.
Benjamin Ferré, né le 31 octobre 1990 à Rennes (Ille-et-Vilaine), est un navigateur et un skipper français.
En 2025, il termine 16e du Vendée Globe 2024-2025 en 84 j 23 h 19 min 39 s.

## Biographie
Il naît à Rennes le 31 octobre 1990, et grandit à Saint-Malo. Il est diplômé de SKEMA Business School. Il commence sa carrière en réalisant un tour du monde en stop de 40 000 km, suivi d’une traversée de l’Atlantique au sextant, et participe au 4L Trophy en 2010. En 2017, il fonde IMAGO, un incubateur d’aventures visant à soutenir des projets à fort impact social et environnemental.
En 2019, Benjamin Ferré participe à la Mini Transat La Boulangère, une course transatlantique en solitaire sur des voiliers de 6,50 mètres. Il termine 3e au classement général de la catégorie Série, avec un temps total de 23 jours, 9 heures, 49 minutes et 5 secondes.
En 2022, il intègre la classe IMOCA en reprenant l’ancien bateau de Clarisse Crémer, un plan VPLP/Verdier de 2010, renommé Monnoyeur – DUO for a JOB. Il participe à plusieurs courses qualificatives, dont la Guyader Bermudes 1000 Race (11e place).
Benjamin Ferré bénéficie du mentorat de Jean Le Cam, figure emblématique de la voile française. Le Cam l’accompagne dans sa préparation au Vendée Globe, incarnant une transmission intergénérationnelle des savoirs marins. Leur collaboration illustre une volonté de partager l’expérience et de promouvoir l’entraide entre générations dans le milieu de la course au large.
Lors du Vendée Globe 2024-2025, Benjamin Ferré termine 16e en 84 jours, 23 heures, 19 minutes et 39 secondes, premier IMOCA à dérives droites, sans foils.
Il participe au Vendée Globe 2024-2025 à la barre de Monnoyeur-Duo for a job qu'il termine à la 16e position et à la 1re place des dériveurs. Il termine en 84 j 23 h 19 min 39 s, devant Tanguy Le Turquais à 16 minutes d'écart, après une lutte continue durant toute la course,.

Palmarès :
2024-2025 : Vendée Globe - 16ème 1er des IMOCA à dérives droites
2024 : The Transat CIC - Abandon
2023 : Retour à La Base - 13ème
2023 : Transat Café L'Or - 13ème
2023 : Défi Azimut-Lorient Agglomération - 14ème
2023 : Rolex Fastnet Race - 15ème
2023 : 1000 Race - 9ème
2022 : Route du Rhum-Destination Guadeloupe - 15ème
2022 : Défi Azimut-Lorient Agglomération - 11ème
2022 : Vendée Arctique - 4ème
2022 : 1000 Race - 11ème
2019 : 3e de la Mini Transat La Boulangère (catégorie Série)

Engagements entrepreneuriaux :
En collaboration avec l’aventurier Matthieu Tordeur, Benjamin Ferré cofonde BEYOND, une série d’événements immersifs mêlant conférences, spectacles et témoignages d’aventuriers. Ces soirées visent à inspirer le public à oser l’aventure et à sortir de sa zone de confort, en partageant des récits authentiques d’hommes et de femmes ayant relevé des défis extraordinaires.
En 2023, Benjamin Ferré concrétise un projet hôtelier au Touquet-Paris-Plage avec l’ouverture du Domaine de la Petite Forêt. Ce complexe éco-responsable regroupe trois hôtels de la gamme Accor : Ibis Styles, Mercure et TRIBE, offrant ainsi une expérience sur mesure à ses visiteurs. Le domaine propose également des espaces de coworking, un espace bien-être, un spa KOS équipé d’une piscine et d’un sauna au sel de l’Himalaya, un restaurant TRIBU et une terrasse estivale appelée La Cabane.